# Unione Reno Galliera
L'Unione Reno Galliera è un'unione di comuni composta da otto comuni italiani della città metropolitana di Bologna.
Il loro territorio, costeggiato dal fiume Reno, si estende a nord del capoluogo, sviluppandosi verso Ferrara. Ne fanno parte Argelato, Bentivoglio, Castello d'Argile, Castel Maggiore, Galliera, Pieve di Cento, San Giorgio di Piano, San Pietro in Casale.
Nata come associazione nel 2001 diventa Unione di Comuni nel giugno del 2008 trasformandosi a tutti gli effetti in un ente pubblico territoriale dotato di personalità giuridica e governato da un presidente, da una giunta costituita da tutti i sindaci dei comuni aderenti e da un consiglio composto da una rappresentanza dei consigli comunali e dai sindaci stessi.
Il presidente dell'unione è Stefano Zanni, sindaco del comune di Galliera. L'unione comprende un'area di 295,56 km² nella quale risiedono 75 389 abitanti.

## Scopo
I comuni aderenti hanno affidato all'Unione i seguenti servizi: polizia locale, protezione civile, servizi alle imprese, servizi informatici, gestione del personale, pianificazione territoriale e urbanistica.
La gestione dei vari servizi è decentrata in alcuni paesi:
- sede principale di San Giorgio di Piano: direzione, polizia, protezione civile, urbanistica, servizi alle imprese
- sede di San Pietro in Casale: personale, servizi alla persona (sanità, scuola, sport, cultura, ecc.)
- sede di Argelato: servizi informatici
- sede di Bentivoglio: ufficio statistico

## Amministrazione
| Periodo          | Periodo          | Primo cittadino     | Partito             | Carica                 | Note  |
| ---------------- | ---------------- | ------------------- | ------------------- | ---------------------- | ----- |
| 1º luglio 2014   | 17 marzo 2016    | Sergio Maccagnani   | Centro-sinistra     | Presidente             |       |
| 17 marzo 2016    | 27 maggio 2019   | Belinda Gottardi    | Partito Democratico | Presidente             |       |
| 27 maggio 2019   | 26 giugno 2019   | Stefano Zanni       | Centro-destra       | Presidente pro tempore |       |
| 26 giugno 2019   | 25 dicembre 2021 | Claudio Pezzoli     | Partito Democratico | Presidente             | [ 2 ] |
| 26 dicembre 2021 | 31 marzo 2022    | Stefano Zanni       | Centro-destra       | Presidente pro tempore |       |
| 31 marzo 2022    | 11 giugno 2024   | Alessandro Erriquez | Centro-sinistra     | Presidente             |       |
| 12 giugno 2024   | 25 giugno 2024   | Alessandro Poluzzi  | Centro-sinistra     | Presidente pro tempore |       |
| 25 giugno 2024   | 25 luglio 2024   | Luca Vignoli        | Lista civica        | Presidente pro tempore |       |
| 25 luglio 2024   | in carica        | Stefano Zanni       | Centro-destra       | Presidente             |       |